# Kędrzyno
Kędrzyno est une localité polonaise de la gmina rurale de Siemyśl, située dans le powiat de Kołobrzeg en voïvodie de Poméranie-Occidentale. Elle se situe à environ 16 km au sud de la ville de Kołobrzeg et 93 km au nord-est de la capitale régionale Szczecin.

## Géographie

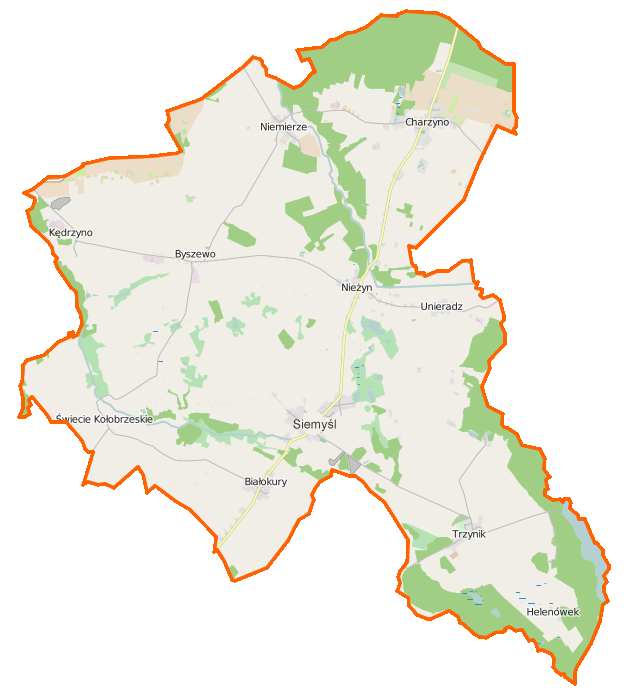
Carte de la gmina de Siemyśl.